# Commission de paix indienne

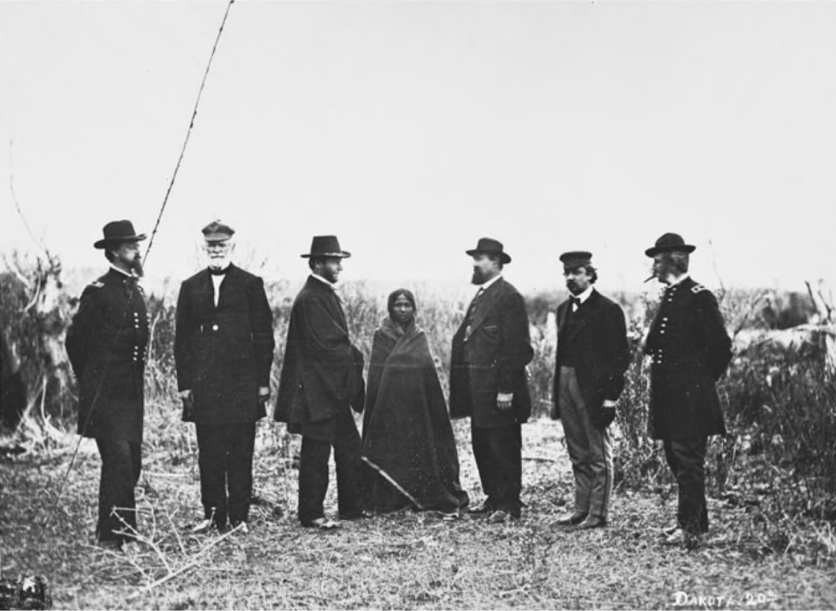
Membres de la commission de paix indienne avec une femme amérindienne.

La commission de paix indienne (en anglais : Indian Peace Commission) est un groupe créé par une loi du Congrès du 20 juillet 1867 dans le but d'établir la paix avec certaines tribus amérindiennes des Grandes Plaines. Il était composé de quatre civils et de trois (puis quatre) officiers militaires. Entre 1867 et 1868, les membres de la commission ont négocié avec de nombreuses tribus dont les Kiowas, Comanches, Kiowas-Apaches, Cheyennes, Arapahos, Crows, Navajos, Shoshones, Bannocks et Lakotas. Les traités qui en ont résulté avaient pour but de déplacer les tribus vers des réserves afin de les « civiliser » et les assimiler en les faisant passer d'un mode de vie nomade à une existence basée sur l'agriculture.

## Membres de la commission
La commission de paix indienne était composée de :
- Nathaniel Green Taylor, commissaire du Bureau des affaires indiennes ;
- John B. Henderson, sénateur pour le Missouri ;
- Samuel F. Tappan, journaliste et défenseur des droits des Amérindiens ;
- John B. Sanborn, ancien officier de la United States Army ayant participé à la commission organisée par Alfred Sully pour enquêter sur la défaite de Fetterman ;
- William Tecumseh Sherman, lieutenant général de la United States Army et commandant de la division militaire du Missouri ;
- Alfred Terry, major général de la United States Army ;
- William S. Harney, ancien général de la United States Army ;
- Christopher C. Augur, major général de la United States Army et commandant du département de la Platte, initialement remplaçant temporaire de Sherman lorsqu'il fut rappelé à Washington, avant de devenir un membre à part entière de la commission.

Membres de la commission
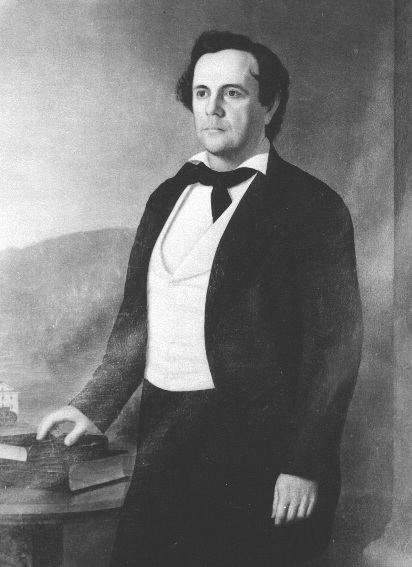
Nathaniel Green Taylor.
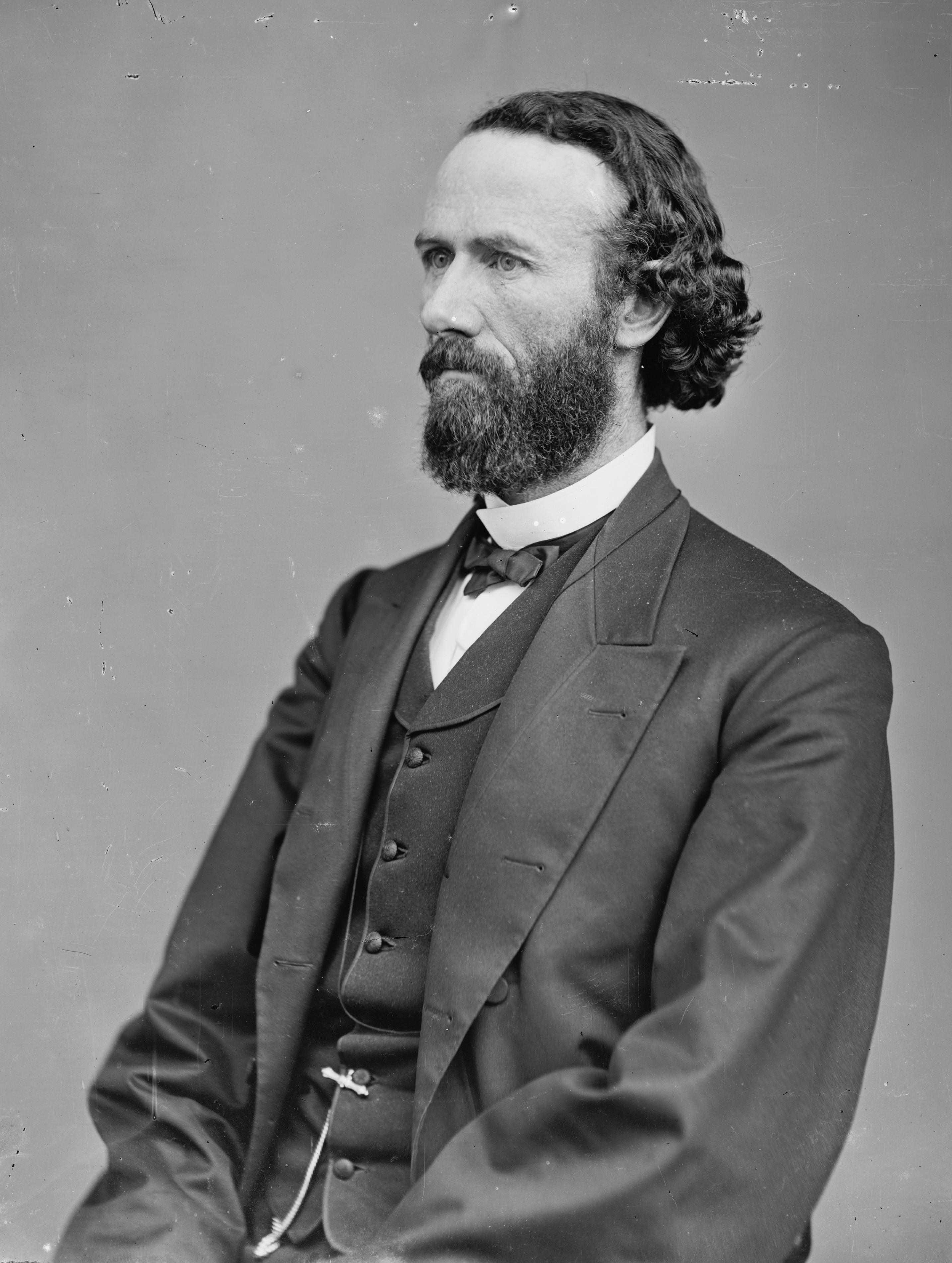
John B. Henderson.
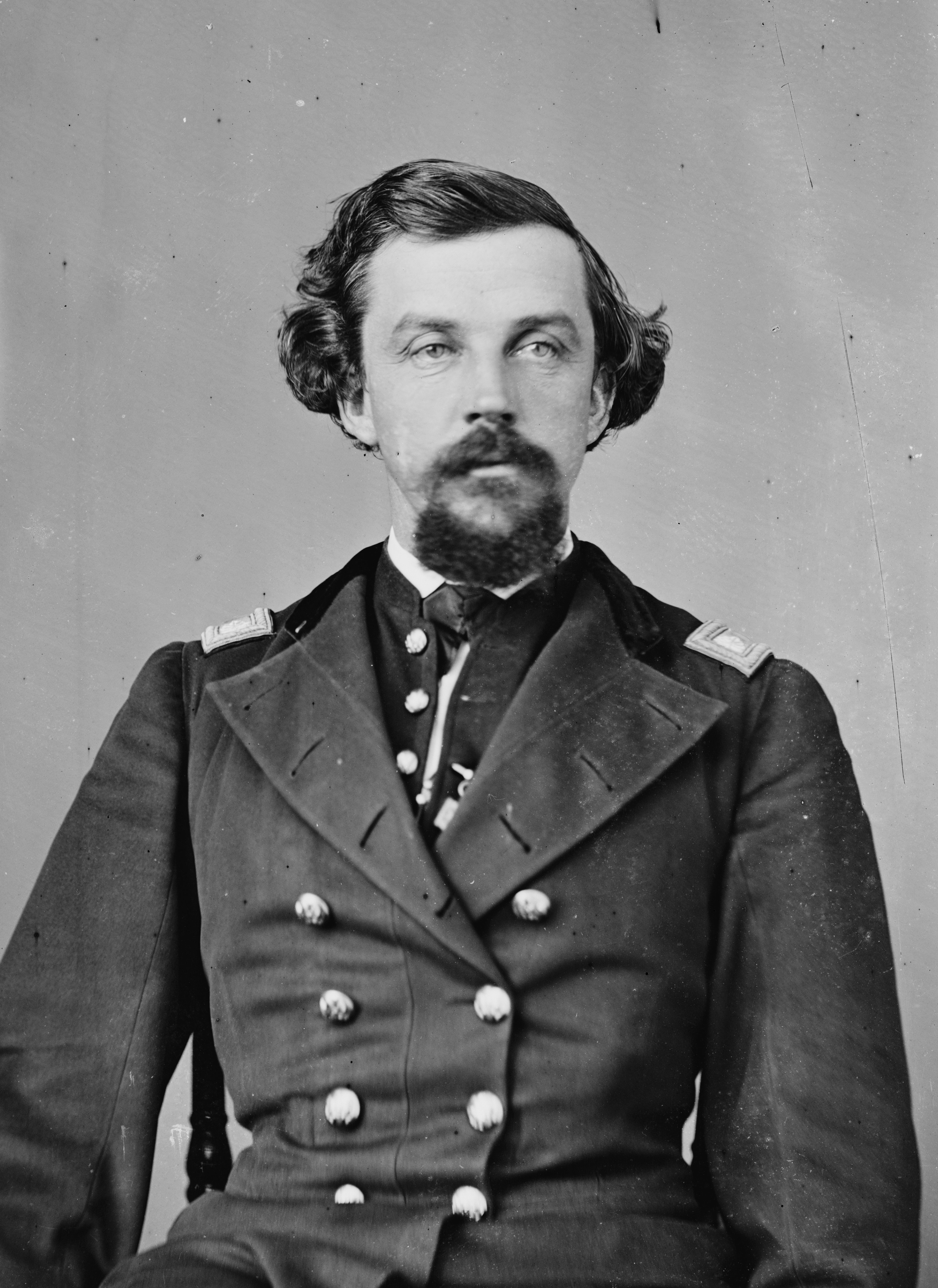
Samuel F. Tappan.
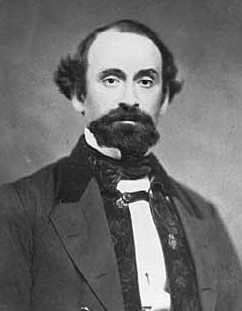
John B. Sanborn.
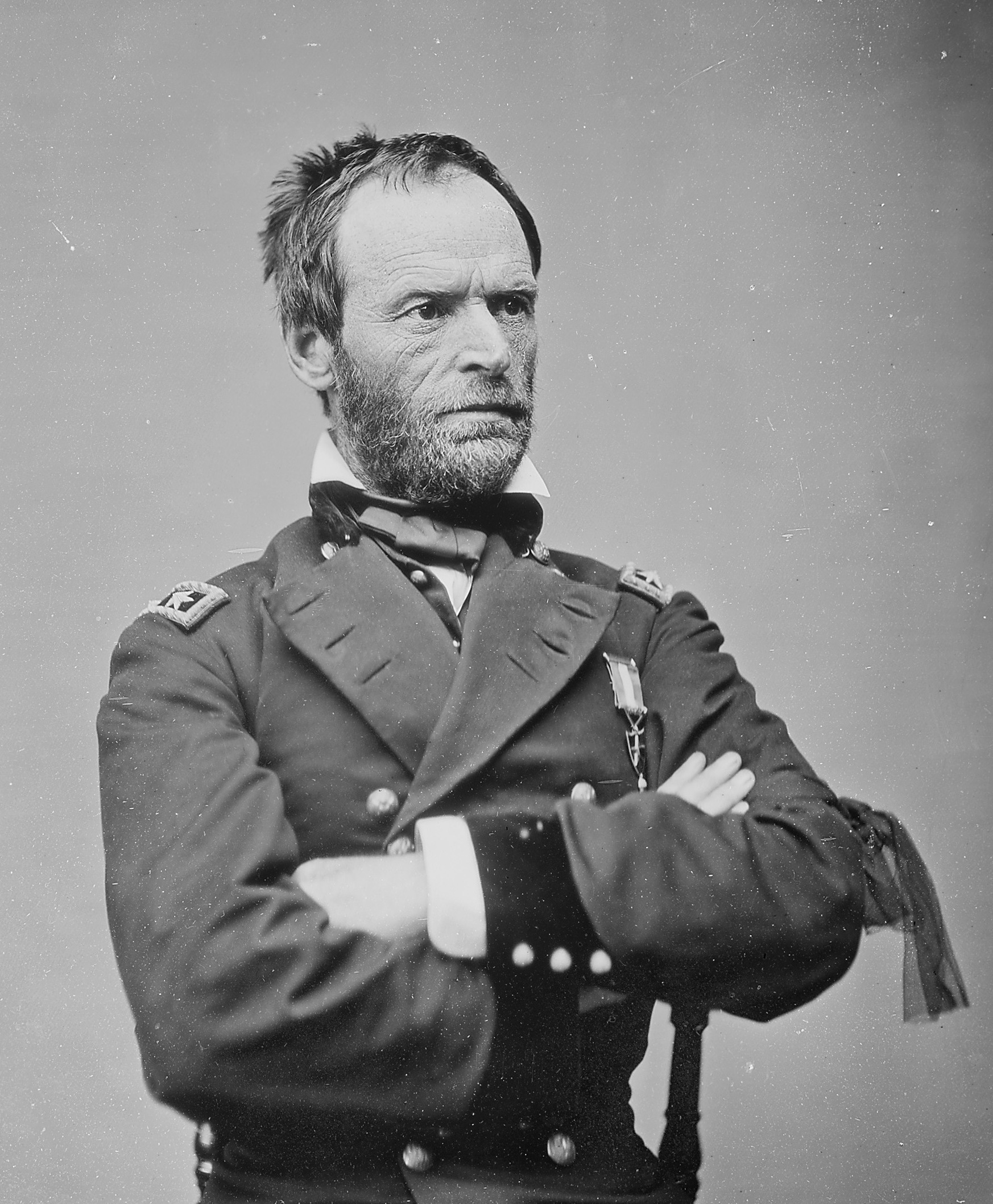
William Tecumseh Sherman.
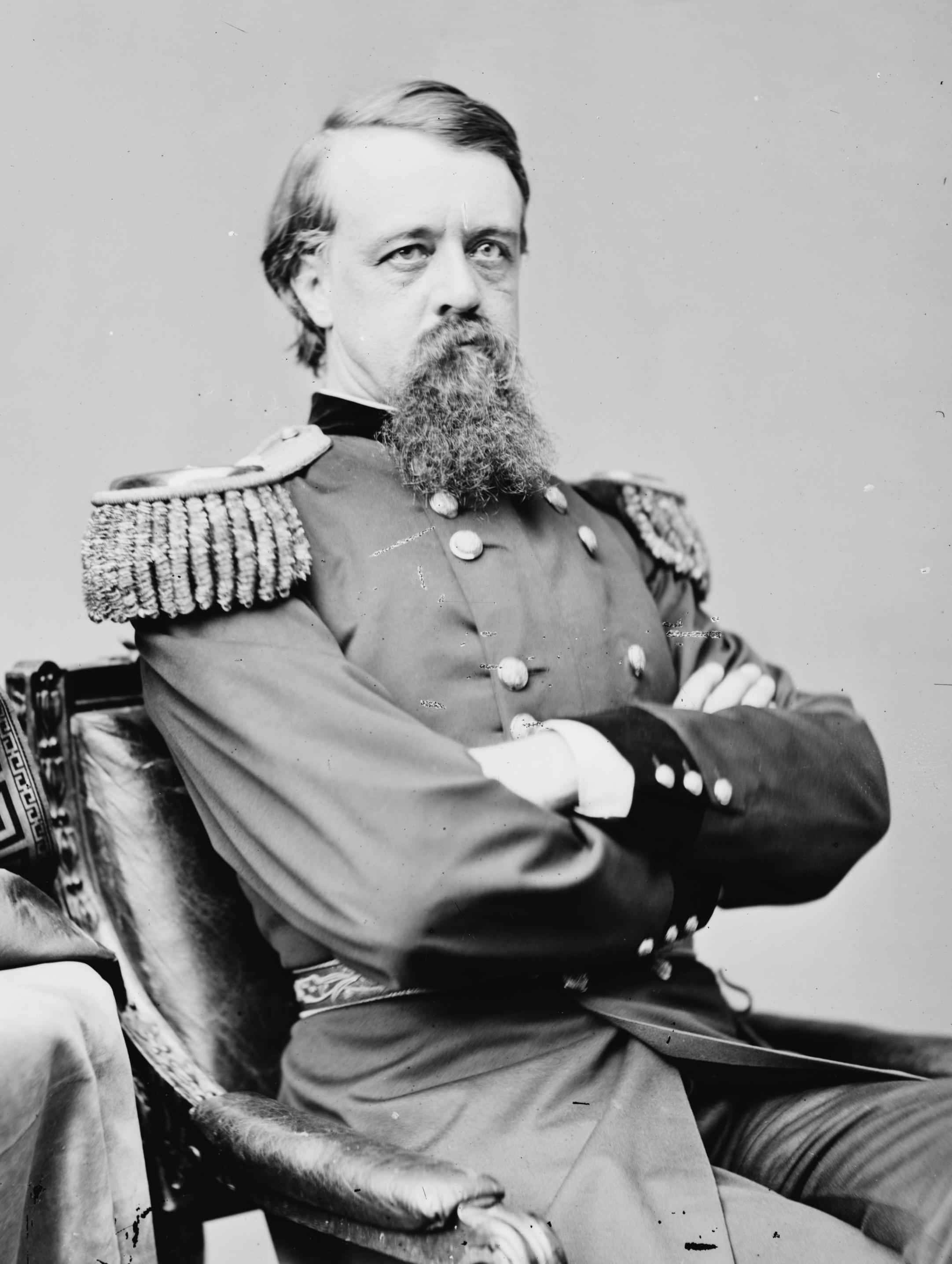
Alfred Terry.
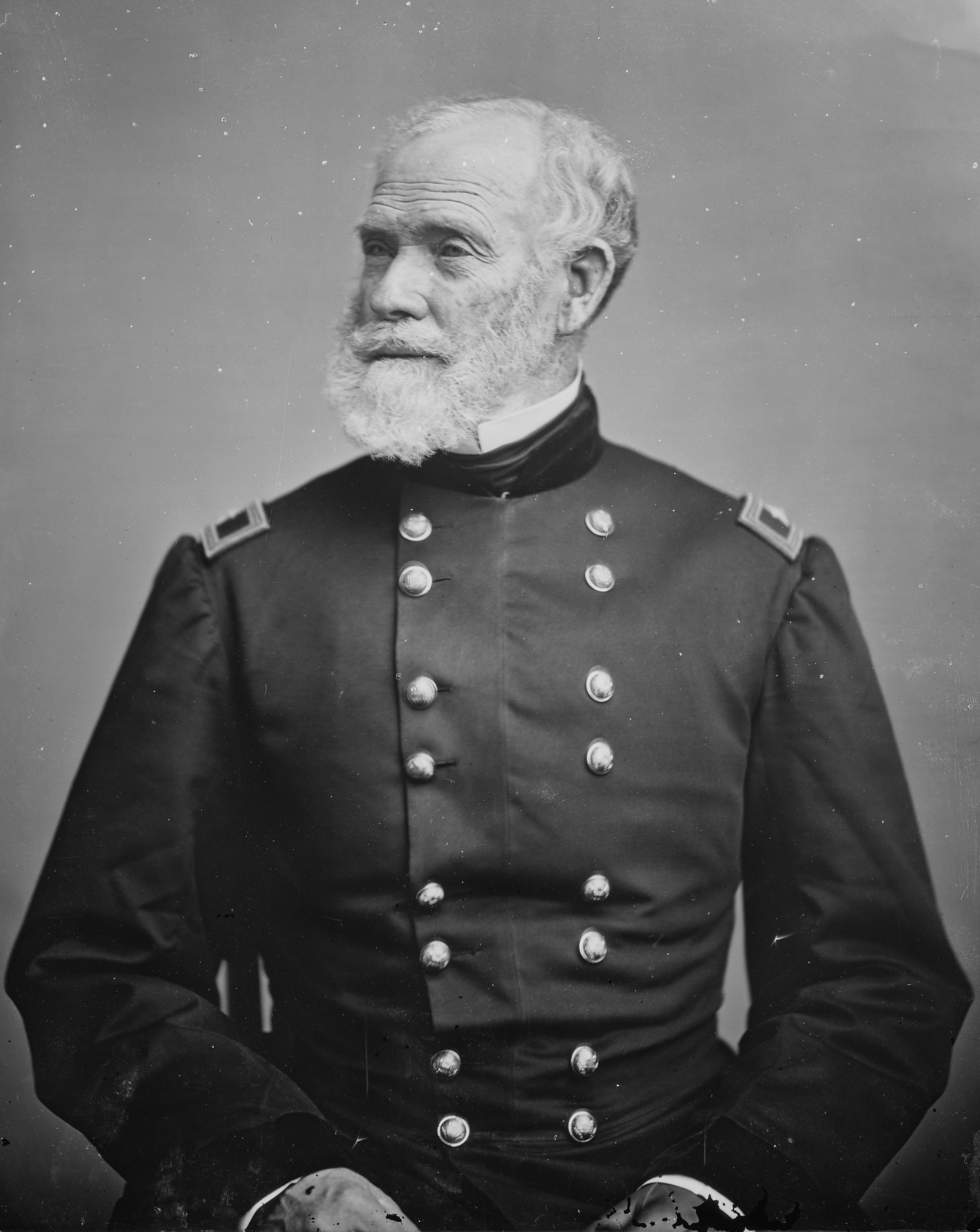
William S. Harney.
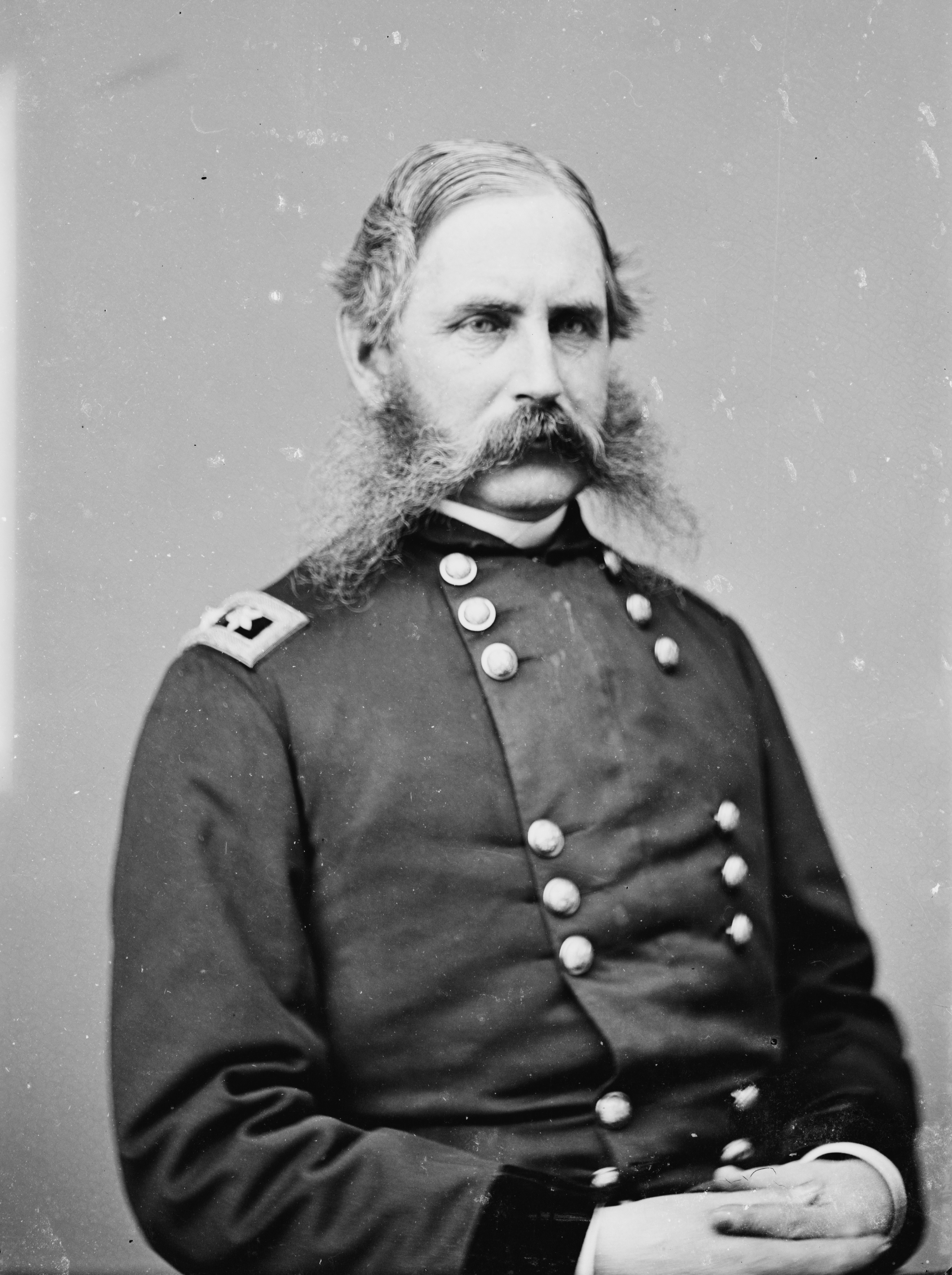
Christopher C. Augur.